# Pedro Carlos Cipolini
Pedro Carlos Cipolini (Caconde, 4 maggio 1952) è un vescovo cattolico brasiliano.

## Biografia
È nato a Caconde nella diocesi di São João da Boa Vista; è fratello maggiore del vescovo di Marília Luiz Antônio Cipolini.

### Formazione e ministero sacerdotale
Ha conseguito la licenza in filosofia presso le Faculdades Associadas Ipiranga e quella di teologia presso la Pontificia Facoltà Teologica di Nossa Senhora Assunção, entrambe a San Paolo; nel 1992 ha conseguito il dottorato in teologia presso la Pontificia Università Gregoriana di Roma.
È stato ordinato diacono il 7 settembre 1977 e sacerdote per la diocesi di Franca il 25 febbraio 1978 dal vescovo Diógenes da Silva Matthes.
Nel 1987 è stato trasferito nella arcidiocesi di Campinas dove è stato vicario episcopale della Regione Nord, vicario foraneo, vicario episcopale della Regione Campinas e membro della Commissione per la dottrina della fede della Conferenza nazionale dei vescovi del Brasile.
Dal 1986 è stato professore di teologia presso la Pontificia Università Cattolica.

### Ministero episcopale
Il 14 luglio 2010 è stato nominato vescovo di Amparo da papa Benedetto XVI. Ha ricevuto la consacrazione episcopale il successivo 12 ottobre nella cattedrale metropolitana di Campinas dall'arcivescovo di Campinas, Bruno Gamberini, co-consacranti Benedito Beni dos Santos, vescovo di Lorena, e Francisco José Zugliani, suo predecessore. Ha preso possesso canonico il 24 ottobre.
Il 27 maggio 2015 papa Francesco lo ha nominato vescovo di Santo André; ha preso possesso canonico della nuova diocesi il 26 luglio successivo.
Nell'ambito della Conferenza episcopale brasiliana è presidente della Commissione per la dottrina della fede.

## Genealogia episcopale
La genealogia episcopale è:
- Cardinale Scipione Rebiba
- Cardinale Giulio Antonio Santori
- Cardinale Girolamo Bernerio, O.P.
- Arcivescovo Galeazzo Sanvitale
- Cardinale Ludovico Ludovisi
- Cardinale Luigi Caetani
- Cardinale Ulderico Carpegna
- Cardinale Paluzzo Paluzzi Altieri degli Albertoni
- Papa Benedetto XIII
- Papa Benedetto XIV
- Papa Clemente XIII
- Cardinale Bernardino Giraud
- Cardinale Alessandro Mattei
- Cardinale Pietro Francesco Galleffi
- Cardinale Giacomo Filippo Fransoni
- Cardinale Carlo Sacconi
- Cardinale Edward Henry Howard
- Cardinale Mariano Rampolla del Tindaro
- Cardinale Joaquim Arcoverde de Albuquerque Cavalcanti
- Arcivescovo Antônio dos Santos Cabral
- Cardinale Carlos Carmelo de Vasconcelos Motta
- Arcivescovo Antônio Maria Alves de Siqueira
- Vescovo Constantino Amstalden
- Arcivescovo Bruno Gamberini
- Vescovo Pedro Carlos Cipolini